# Tipula (Microtipula) eurymera goyazicola
Tipula (Microtipula) eurymera goyazicola is een ondersoort van de tweevleugelige Tipula (Microtipula) eurymera uit de familie langpootmuggen (Tipulidae). De ondersoort komt voor in het Neotropisch gebied.